# Nordmakedonien i olympiska vinterspelen 2022
Nordmakedonien deltog i de olympiska vinterspelen 2022 i Peking i Kina mellan den 4 och 20 februari 2022.
Nordmakedoniens lag bestod av tre idrottare (två män och en kvinna) som tävlade i två sporter. Dardan Dehari var landets fanbärare under öppningsceremonin. Vid avslutningsceremonin var en volontär landets fanbärare.

## Längdskidåkning
Distans
| Idrottare       | Gren                         | Final     | Final    | Final     |
| Idrottare       | Gren                         | Tid       | Diff.    | Placering |
| --------------- | ---------------------------- | --------- | -------- | --------- |
| Stavre Jada     | Herrarnas 50 km fristil      | 1:25.41,8 | +14.09,1 | 56        |
| Ana Cvetanovska | Damernas 10 km klassisk stil | 39.57,7   | +11.51,4 | 95        |

Sprint
| Idrottare   | Gren             | Kval    | Kval      | Kvartsfinal      | Kvartsfinal      | Semifinal        | Semifinal        | Final            | Final            |
| Idrottare   | Gren             | Tid     | Placering | Tid              | Placering        | Tid              | Placering        | Tid              | Placering        |
| ----------- | ---------------- | ------- | --------- | ---------------- | ---------------- | ---------------- | ---------------- | ---------------- | ---------------- |
| Stavre Jada | Herrarnas sprint | 3.29,13 | 86        | Gick inte vidare | Gick inte vidare | Gick inte vidare | Gick inte vidare | Gick inte vidare | Gick inte vidare |

## Sporter utan tävlande

### Alpin skidåkning
Dardan Dehari var uttagen i truppen men missade spelen efter att ha skadat sig.